# Michael Sugrue
Michael Joseph Sugrue (Nueva York, 1 de febrero de 1957-Naples, 16 de enero de 2024) fue un historiador y profesor universitario estadounidense. Pasó los primeros años de su carrera enseñando en la Universidad de Columbia y realizando investigaciones como becario Mellon en la Universidad Johns Hopkins antes de enseñar en la Universidad de Princeton, donde fue becario Behrman en el Consejo de Humanidades de Princeton. Después de ocupar diversos puestos en Princeton durante más de una década, Sugrue dejó la universidad en 2004 para convertirse en profesor de historia en la Universidad Ave María.
En 2020, Sugrue comenzó a adquirir audiencia cuando su hija, Genevieve Sugrue, comenzó a publicar su serie de conferencias de 1992 Great Minds of the Western Intellectual Tradition (tomadas mientras enseñaba en Princeton) en YouTube.

## Primeros años y educación
Nacido como Michael Joseph Sugrue en la ciudad de Nueva York el 1 de febrero de 1957, creció en un hogar católico predominantemente irlandés. Después de ser educado en una serie de escuelas parroquiales, asistió a la Universidad de Chicago, donde tuvo como profesores a Allan Bloom y Joseph Cropsey, recibiendo su licenciatura en historia en 1979. Mientras era estudiante en la universidad, obtuvo el primer lugar en un concurso de ensayos Phi Beta Kappa. Después de graduarse, obtuvo su maestría (MA), maestría en filosofía (MPhil) y doctorado en historia de la Universidad de Columbia. Su tesis doctoral, South Carolina College: The Education of an Antebellum Elite, se completó en 1992.
Los primeros trabajos de Sugrue como académico se centraron en gran medida en examinar la Universidad de Carolina del Sur y su expresidente, Thomas Cooper, en relación con la esclavitud.

## Carrera académica
Enseñó en el City College de Nueva York, la Universidad de Columbia, el Manhattan College, la Universidad de Nueva York, la Universidad de Hampton y el Touro College, entre otros. De 1992 a 1994 fue becario posdoctoral Mellon en la Universidad Johns Hopkins. Además, en la Universidad de Princeton, fue becario postdoctoral Behrman en el Consejo de Humanidades, profesor del Consejo de Humanidades y miembro del departamento de política, de 1992 a 2004.
En 1992, conoció a Tom Rollins, el fundador de The Great Courses, quien no tenía ningún profesor disponible para dar una conferencia sobre Maquiavelo como parte de una serie sobre la historia de la filosofía occidental. Intervino para dar una conferencia y la serie se convirtió en un éxito de ventas. Más tarde, como parte de un programa Great Minds con Darren Staloff (quien también era profesor en Princeton), varias de sus conferencias fueron grabadas en video y organizadas en categorías que incluían Great Minds of the Western Tradition, Great Authors of the Western Literary Tradition y The Bible in Western Culture.
En 2004, se convirtió en profesor de historia en la Universidad Ave María, donde presidió el departamento de historia y enseñó durante unos veinte años. Durante su estancia en Ave Maria, impartió una serie de conferencias en línea para The Great Courses titulada «Platón, Sócrates y los diálogos». También presidió el Comité de Currículo Básico de la universidad. Se retiró en 2021.

## Canal de YouTube
A partir de 2020, su hija, Genevieve Sugrue, comenzó a subir sus conferencias grabadas en video a YouTube, donde obtuvieron más de 2,5 millones de visitas. The New York Times informó que las conferencias se convirtieron en un «fenómeno de Internet» durante la pandemia de COVID-19. «Las conferencias que están a punto de ver», dijo a los espectadores en una introducción grabada en 1992, «cubren los últimos 3000 años de la historia intelectual occidental». Después de la popularización de su canal, publicó nuevas conferencias y también grabó discusiones con su colega Darren Staloff.

## Vida personal
Sugrue era católico, y decía: «No tengo claro que el amor sea un valor menor que la verdad; me gustan ambos». Le diagnosticaron cáncer metastásico en 2011 y se sometió a quimioterapia hasta su muerte. Se dice que en su enfermedad reflejó una actitud estoica diciendo: «Estar enfermo te enseña que no tienes el control, no estás a cargo... Y tienes que aprender a jugar con las cartas que te tocan». Murió en Naples (Florida), el 16 de enero de 2024, por complicaciones de cáncer de próstata.

## Obras selectas
- Sugrue, Michael (1992). South Carolina College: The Education of an Antebellum Elite (Tesis). Universidad de Columbia.
- Sugrue, Michael (1994). «'We Desired Our Future Rulers to be Educated Men': South Carolina College, the Defense of Slavery, and the Development of Secessionist Politics». History of Higher Education Annual 14: 39-71.[14]